# Castell de Camarasa
El Castell de Camarasa és un castell termenat del municipi de Camarasa (Noguera) declarat bé cultural d'interès nacional. És situat a la part més alta al nord de la vila actual de Camarasa.

## Història

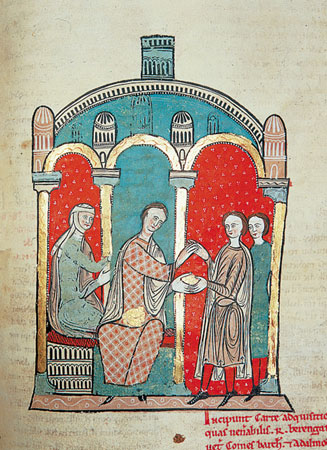
Ramon Berenguer I i Almodis de la Marca

El castell de Camarasa és un «hisn» andalusí molt important que domina el pas del riu Segre cap a les planes de Llorenç i controla el camí cap a Cubells. Segons P. Balañà, el topònim podria venir de «kum ruàsa» o residència de cabdills. No se'n coneix cap notícia directa de les fonts islàmiques, però es conserva un document on s'explica el lliurament del castell al comte de Barcelona Ramon Berenguer I, el qual l'any 1050 es feu cedir les viles i els castells de Camarasa i de Cubells, ambdós pertanyents al cabdill de Lleida «Yusuf al-Muzzafar»; al cap de pocs mesos els infeudà a Arnau Mir de Tost, senyor d'Àger. L'any 1056, en el document d'esponsalici de Ramon Berenguer I amb la comtessa Almodis de la Marca assignà a la núvia els castells de Camarasa i Cubells.
El castell de Camarasa fou llegat per Arnau Mir de Tost en el seu testament datat l'11 d'agost de 1072, al seu net Guerau II de Cabrera i a la seva filla Letgarda, especificant que els donava amb els seus termes i castlanies, tal com l'hi havia confiat el comte de Barcelona Ramon Berenguer I en el testament del qual també apareix el castell, llegat als seus fills Ramon Berenguer I i Berenguer Ramon I. Els descendents d'aquests primers propietaris, el vescomte d'Àger Guerau II de Cabrera i el comte de BarcelonsRamon Berenguer III, signaren el 1106 un document en què el primer reconeixia la potestat del de Barcelona sobre el castell. Aquesta relació entre els dos llinatges es mantingué durant el segle xii. Així, en un document del 1196, Ponç Guerau III prometia al comte rei Alfons I el castell de Camarasa si aquest li reclamava.
El 1330, el rei Alfons III creà a favor del seu fill Ferran el marquesat de Camarasa. A més d'aquest castell comprenia els d'Alòs de Balaguer, Meià, Vilanova de Meià, Cubells, Santa Linya, Mèrita, Orenga, la Nou, Puig de Meià, Vernet, Ariet, Baldomà, Ivars de Noguera, Montgat i Fontllonga, entre d'altres. Amb el desmembrament del territori dut a terme per Ferran d'Antequera el 1414, el castell de Camarasa fou donat a Jofre de Barcelona.

## Arquitectura
Del castell de Camarasa sols queden tres elements completament diferenciats i aïllats que corresponen a etapes successives de la història de Camarasa. La part més antiga és al NE del cim del tossal; un tram de 22,5 m de muralla amb torre de planta rectangular de 8,70 m (cara frontal) i entre 1,95 m i 2,90 m les laterals. Tot aquest tram és construït amb maçoneria irregular farcida interiorment a base de tàpia i reble. Podria tractar-se de les restes de l'antic castell sarraí. L'estructura situada a la part alta del cim, d'una sola nau, de planta rectangular amb un absis semicircular sembla bastant tardana, potser aprofitant alguna edificació anterior relacionada amb la situació estratègica de l'indret com a lloc de guàrdia i control del pas del riu Segre.

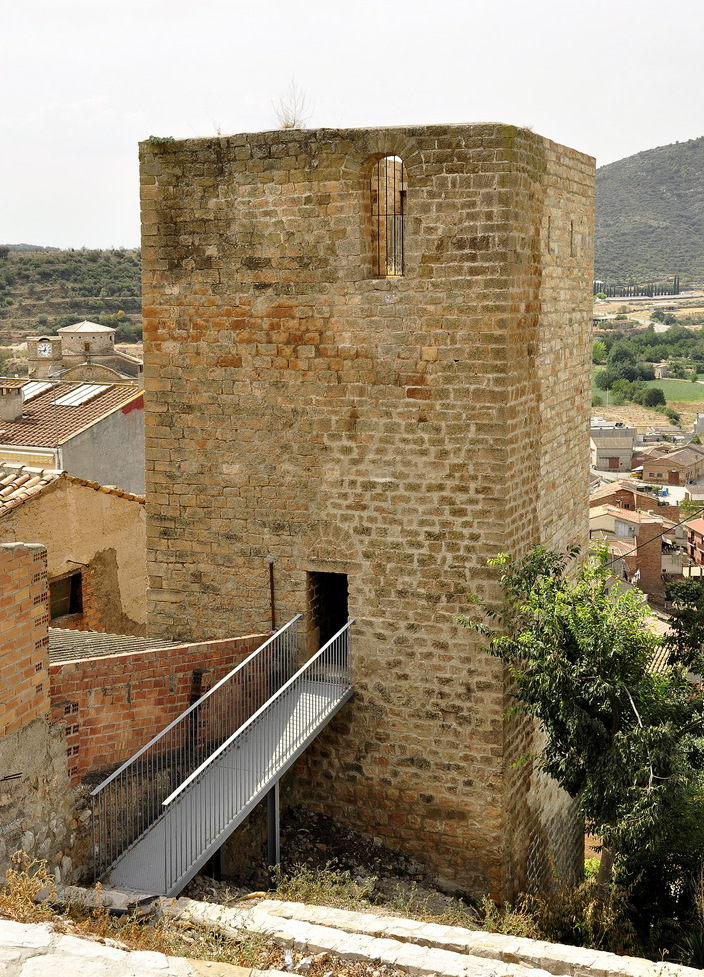
Castell de Camarasa. Torre albarrana (agost 2011)

El segon element és una torre de planta rectangular situada a 30 m a l'oest de l'església de Sant Miquel. Les mides són 7,80 m X 6,20 m i una alçada conservada a la cara N de 3-4 m i 7 m a la banda S. No es conserva gairebé parament però es pot veure la infraestructura de la torre feta a base d'encofrats de maçoneria irregular de pedra calcària i argamassa de calç. El gruix de mur conservat és de 0,90 m però devien ser d'1,30 m en l'obra original. La torre és immersa en una illa de cases i és difícil saber si formava part del clos murat o bé si es tractava d'una albarrana.
El tercer element és una albarrana situada a l'extrem oest del carrer del castell orientada a NS. De planta quasi quadrada (6 m X 5,80 m), una alçada de 12 m i un gruix de murs d'1,50 m. Encara conserva tres nivells. El primer pis disposa de porta a la cara nord amb arc de mig punt adovellat, una obertura a la cara sud i tres espitlleres senceres i una seccionada. El segon pis presenta també una obertura a la cara nord amb arc de mig punt adovellat, dues espitlleres senceres i una de seccionada. S'aprecien els forats exteriors de les bastides per llur construcció i els embigats i voltes de forjats interiors actualment desapareguts. Tot l'aparell constructiu presenta unitat de talla, excepte l'arc de descàrrega del primer pis. L'exterior, l'interior i les portes i espitlleres són fets amb carreus de pedra calcària rectangulars, petits i molt ben escairats. La infrastructura, en canvi, és de maçoneria irregular encofrada amb argamassa de calç. Sembla que aquesta torre seria una obra del segle xiii.